# Sokkelund Herred

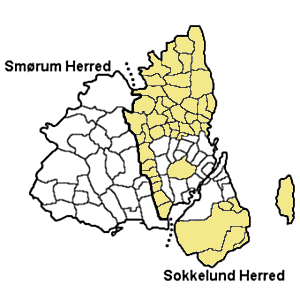
Sokkelund Herred met Frederiksberg als enclave binnen de gemeente Kopenhagen

Sokkelund Herred was een herred in het voormalige Kopenhagen Amt in Denemarken. De herred omsloot de gemeente Kopenhagen, terwijl Frederiksberg, enclave binnen Kopenhagen, tot Sokkelund werd gerekend. 

## Parochies
Oorspronkelijk omvatte Sokkelund als bestuurlijk gebied 13 parochies. De parochies binnen Kopenhagen werden ook bij Sokkelund vermeld. De laatste jaren loopt het aantal weer terug door samenvoegingen van parochies, met name binnen de stad Kopenhagen. De parochies staan gegroepeerd naar de dekanaten waartoe ze behoorden.

### Amagerbro Provsti
- Allerhelgens
- Christians
- Filips
- Islands Brygges
- Nathanaels
- Simon Peters
- Sundby
- Sundkirkens
- Vor Frelsers

### Amagerland Provsti
- Højdevangs
- Solvang
- Tårnby
- Kastrup
- Skelgårds
- Korsvejens
- Dragør
- Store Magleby

### Bispebjerg-Brønshøj Provsti
- Ansgar
- Bellahøj
- Bispebjerg
- Brønshøj
- Emdrup
- Husum
- Husumvold
- Kapernaums
- Tagensbo
- Tingbjerg
- Utterslev

### Frederiksberg Provsti
- Flintholm
- Frederiksberg Slotssogn
- Frederiksberg
- Godthaab
- Lindevang
- Mariendals
- Sankt Lukas
- Sankt Markus
- Sankt Thomas
- Solbjerg

### Holmens Provsti
- Frederiks
- Garnisons
- Holmens
- Kastels
- Sankt Pauls
- Østervold

### Kongens Lyngby Provsti
- Christians
- Gammel Holte
- Kongens Lyngby
- Lundtofte
- Ny Holte
- Nærum
- Sorgenfri
- Søllerod
- Taarbæk
- Vedbæk
- Virum

### Nørrebro Provsti
- Anna
- Bethlehem
- Blågårdens
- De Gamles Bys
- Kingos
- Samuels
- Sankt Johannes
- Sankt Stefans
- Simeons

### Valby-Vanløse Provsti
- Advents
- Grøndals
- Hyltebjerg
- Johannes Døbers
- Margrethe
- Timotheus
- Valby
- Vanløse
- Vigerslev
- Aalholm

### Vesterbro Provsti
- Absalons
- Apostelkirkens
- Elias
- Enghave
- Frederiksholm
- Gethsamane
- Kristkirkens
- Maria
- Sankt Matthæus
- Sjælør

### Vor Frue Provsti
- Fredens Nazaret
- Helligånds
- Sankt Andreas
- Trinitatis
- Vor Frue

### Østerbro Provsti
- Aldersro
- Davids
- Frihavns
- Hans Egedes
- Kildevælds
- Lundehus
- Rosenvænget
- Sankt Jakobs
- Sions